# Maple Leaf Rag

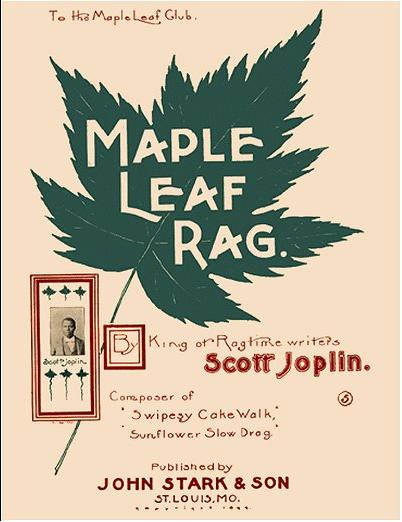
Carátula original de la canción, publicada por John Stark & Son

«Maple Leaf Rag» («Rag de la hoja de arce») es una composición musical de ragtime para piano compuesta por Scott Joplin.

## Historia
Es una de las primeras composiciones de ragtime escritas por el autor, y una de las más famosas del género. Su copyright data del 18 de septiembre de 1899. Fue la primera pieza instrumental en vender más de un millón de partituras.[cita requerida]
En el año 1916, Joplin grabó «Maple Leaf Rag» en un piano roll con las compañías Connorized y Aeolian Uni-Record, además de otras piezas: «Something Doing», «Magnetic Rag», «Ole Miss Rag» (compuesta por W. C. Handy), «Weeping Willow» y «Pleasant Moments - Ragtime Waltz».

## Estructura
AA BB A CC DD
El «Maple Leaf Rag» es un ragtime en tiempo de marcha, con líneas de bajo característicamente enérgicas. Cada una de sus cuatro partes se compone de un tema que se repite, con un bajo que salta con copiosos acordes.
Su construcción es más cuidada que la de casi todas las piezas de ragtime previas, y la síncopa que caracteriza el ritmo, especialmente en la transición entre la primera parte y la segunda, fue novedosa para la época.
Aunque rítmica o musicalmente hablando no es una pieza excesivamente difícil, el pianista debe tener especialmente bien desarrollada la mano izquierda para interpretar la tercera parte de la pieza. Cuando se publicó, se consideró notablemente más difícil que las típicas composiciones de Tin Pan Alley y que la mayoría de los ragtimes comunes en la época.

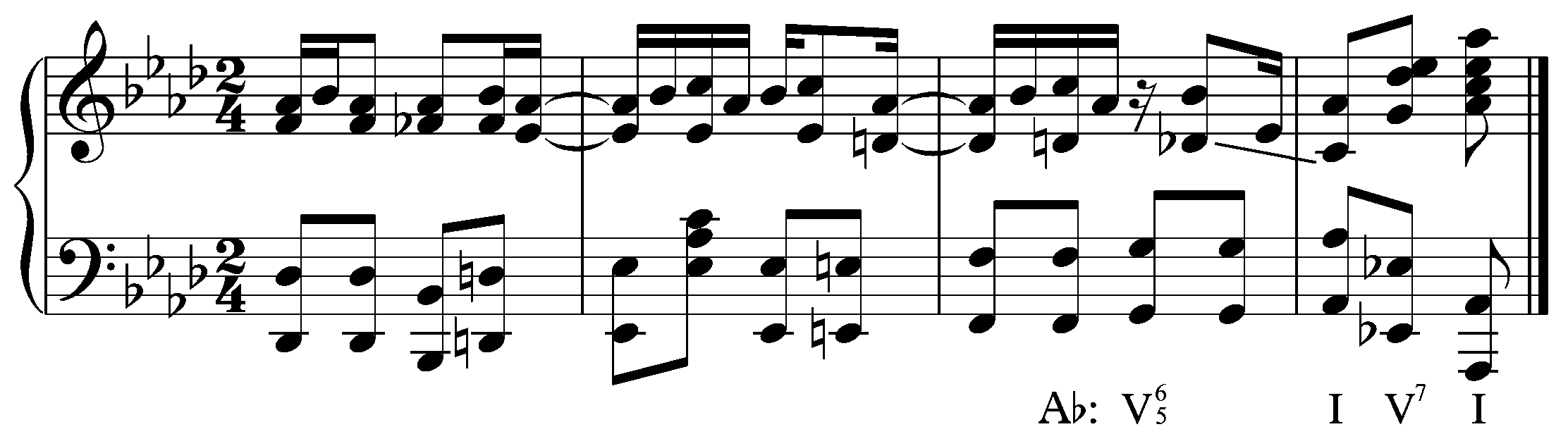
Resolución de séptimas en un pasaje del Maple Leaf Rag.

El «Gladiolus Rag», una composición posterior de Joplin, es una variante desarrollada del «Maple Leaf Rag», con una sofisticación musical mayor, que se toca normalmente en un tempo algo más lento de lo previsto por Joplin. Asimismo, la primera parte de «The Cascadas» de Joplin se parece mucho al primer tema de «Maple Leaf Rag».

## Popularidad y legado
La pieza ha conseguido varios hitos comerciales. Por ejemplo, que se vendieran un millón de copias de la partitura mientras el compositor seguía vivo, haciendo que Scott Joplin fuera el primer compositor en lograrlo. Rudi Blesh, el primer biógrafo de Joplin, dijo que durante los primeros seis meses la pieza vendió 75 000 partituras, convirtiéndose así en «el primer gran hit de partitura instrumental en América». Sin embargo, Edward A. Berlin, el siguiente biógrafo de Scott Joplin, demostró que los datos eran erróneos, y que la primera tirada de 400 copias tardó un año en venderse. Según los términos del contrato, que contemplaba un 1% de regalía, Joplin habrá conseguido un beneficio de unos 4$ (algo equivalente a unos 105$ hoy en día). Las ventas posteriores fueron constantes, y le habrían dado unos beneficios que podrían haber cubierto sus gastos. En 1909, las ventas estimadas le darían unos ingresos anuales de 600$ (aproximadamente 14 618$ en dinero actual).
Además de la venta de las partituras, el tema también fue popular durante años en orquestas para bandas de danza y brass bands. Joplin no consiguió que sus otros rags, como «The Entertainer», consiguieran tanta fama como «Maple Leaf Rag». Sin embargo, las ganancias de la venta de partituras consiguieron darle a Joplin un sueldo continuo durante toda su vida. Poco después de la publicación de «Maple Leaf Rag», se realizaron las primeras grabaciones de la pieza. Wilbur Sweatman grabó el rag en un cilindro de fonógrafo un año después, pero no hay copias conocidas que hayan llegado a nuestros días. La primera grabación que sí ha sobrevivido es la segunda grabación conocida del rag, interpretada por la banda militar de los EE. UU. en el año 1906.
Si bien Joplin nunca hizo una grabación de audio, su forma de tocar está preservada en siete rollos de pianola, creados en 1916. Berlin teorizó que en la época en que Joplin hizo estas grabaciones quizás estuviera sufriendo descoordinación en los dedos, temblores, y dificultades para hablar, todos ellos síntomas de la sífilis, la enfermedad que acabaría con su vida en 1917. La grabación de «Maple Leaf Rag» por parte de la casa discográfica Unirecord Label en junio del 1916 fue descrita por el biógrafo Blesh de «espantosa, desorganizada y completamente estresante de escuchar». Berlin se percató de que el rol de «Maple Leaf Rag» era «dolorosamente malo» y solo demostraba habilidad de Joplin en aquella época, pero no reflejaba las habilidades de Joplin cuando era más joven.
La pieza siguió estando en el repertorio de bandas musicales de jazz décadas más tarde, con bandas como los New Orleans Rhythm Kings durante la década de 1920, y Sidney Bechet durante la década de 19330, con adaptaciones modernas, manteniendo una calidad que no se resiente por el paso del tiempo. Una señal de su popularidad y reconocimiento: se hicieron seis grabaciones de «Maple Leaf Rag» en gramófono en cada una de las siguientes tres décadas después de su primera publicación.[cita requerida] Durante 1930, la canción se usó en el filme clásico de gánsteres El enemigo público. «Maple Leaf Rag» fue la pista con más apariciones en discos de 78 RPM.
En noviembre de 1970, Joshua Rifkin sacó un álbum llamado Scott Joplin: Piano Rags con la casa discográfica Nonesuch, cuya primera canción era «Maple Leaf Rag». Vendió 100 000 copias en su primer año y se convirtió en el primer álbum de Nonesuch en alcanzar el millón de ventas. En el Billboard «LP clásicos más vendidos» del 28 de septiembre de 1974 ocupa el quinto puesto, con el siguiente Volumen 2 en el cuarto, y un set combinado de ambos volúmenes alcanza la tercera posición. Los dos volúmenes por separado estuvieron en la lista durante 64 semanas. El álbum fue nominado en 1971 en dos categorías de los premios Grammy: «Álbum con mejores notas» y «Mejor interpretación instrumental de solista (sin orquesta)», pero el día de la ceremonia (14 de marzo de 1972), Rifkin no ganó en ninguna categoría.
«Maple Leaf Rag» sigue siendo una de la pistas favoritas de los pianistas de ragtime, y ha sido descrita como «Una institución americana … que sigue siendo impresa y sigue siendo popular». Como el copyright ha expirado, esta obra se encuentra en el dominio público. Esta composición suele aparecer a menudo en bandas sonoras, dibujos animados, anuncios y videojuegos. En 2004, los oyentes de una radio canadiense la votaron como la 39º mejor canción de la historia.[cita requerida]